# Ếch cây mép trắng
Ếch cây mép trắng (tên khoa học: Polypedates leucomystax) là một loài ếch trong họ Rhacophoridae. Chúng được tìm thấy ở Bangladesh, Brunei, Campuchia, Trung Quốc, Ấn Độ, Indonesia, Nhật Bản, Lào, Malaysia, Myanmar, Nepal, Philippines, Singapore, Bắc Mỹ, Thái Lan, Việt Nam, và có thể cả Bhutan.
Các môi trường sống tự nhiên của chúng là các khu rừng khô nhiệt đới hoặc cận nhiệt đới, rừng ẩm vùng đất thấp nhiệt đới hoặc cận nhiệt đới, các khu rừng vùng núi ẩm nhiệt đới hoặc cận nhiệt đới, vùng đất ẩm có cây bụi nhiệt đới hoặc cận nhiệt đới, đồng cỏ nhiệt đới hoặc cận nhiệt đới vùng ngập nước hoặc lụt theo mùa, sông, sông có nước theo mùa, hồ nước ngọt, hồ nước ngọt có nước theo mùa, đầm nước ngọt, đầm nước ngọt có nước theo mùa, suối nước ngọt, vùng bờ biển nhiều đá, phá nước ngọt ven biển, đất canh tác, vùng đồng cỏ, các đồn điền, vườn nông thôn, các vùng đô thị, khu vực trữ nước, ao, ao nuôi trồng thủy sản, đất có tưới tiêu, đất nông nghiệp có lụt theo mùa và thảm thực vật di thực.

## Hình ảnh

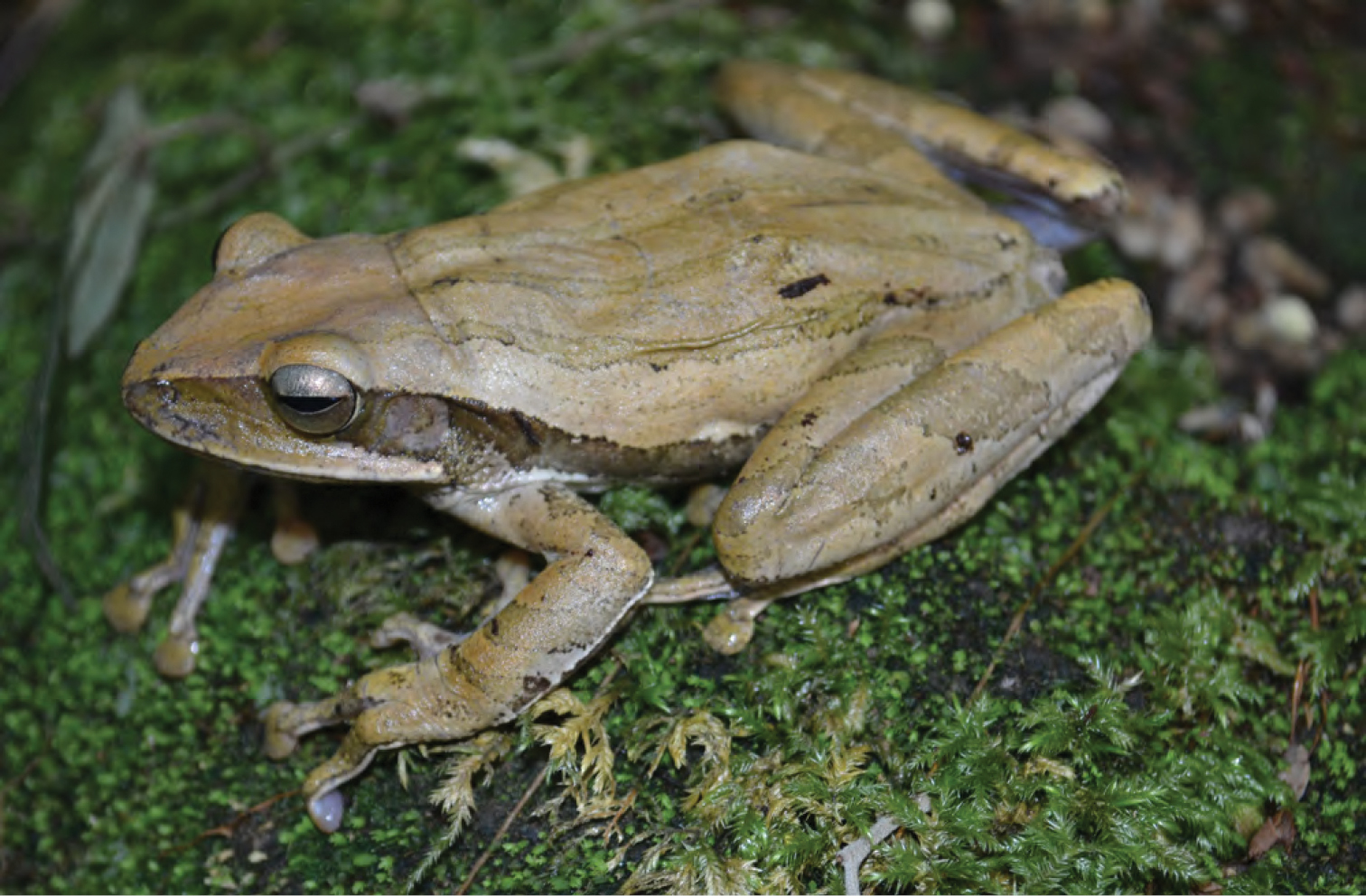
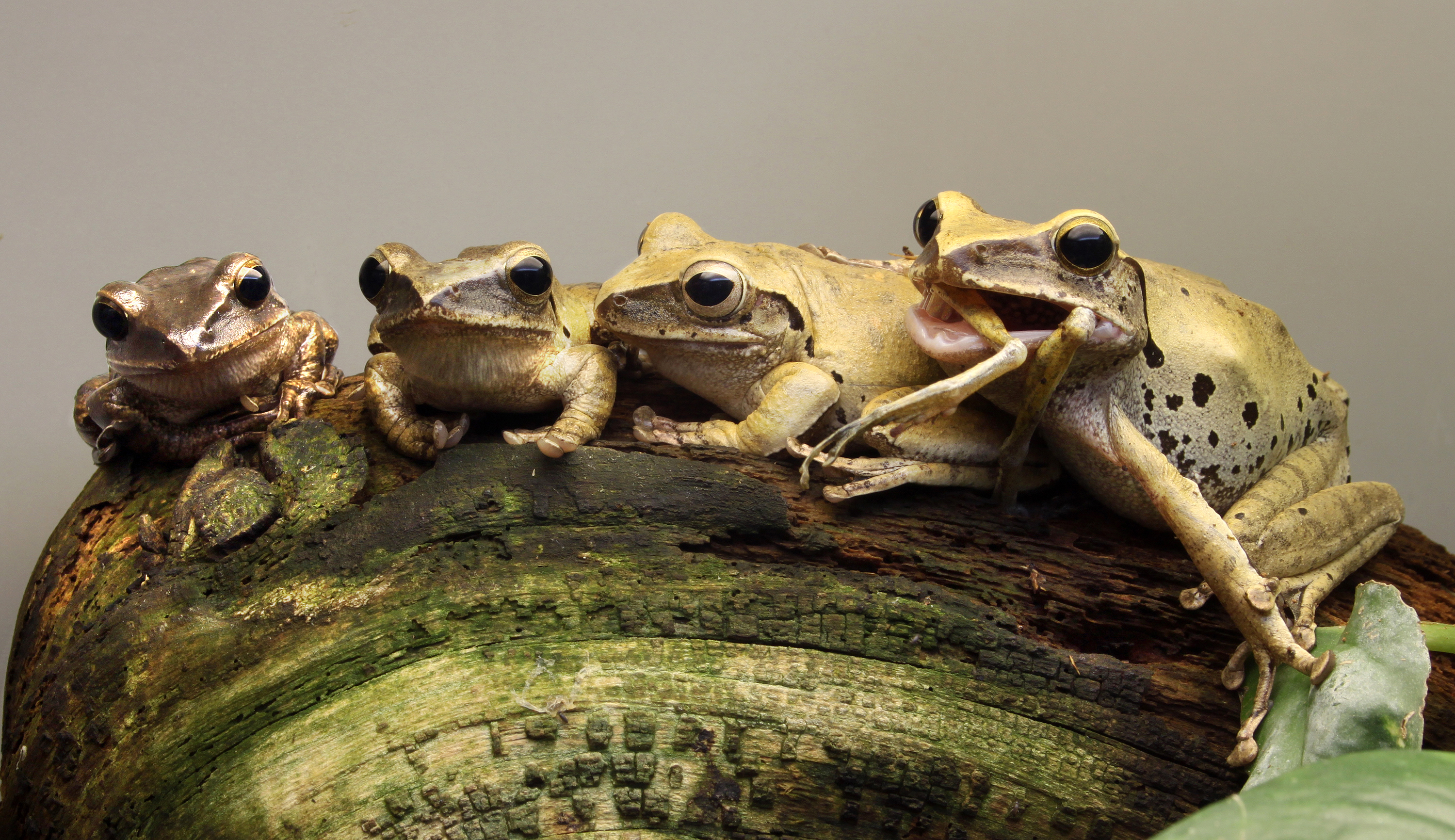
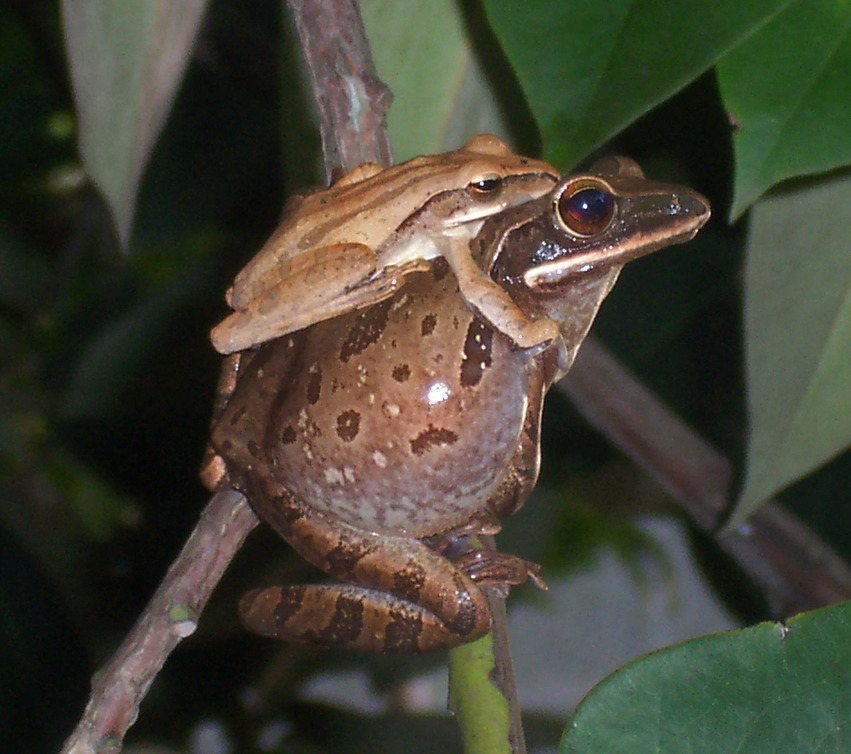
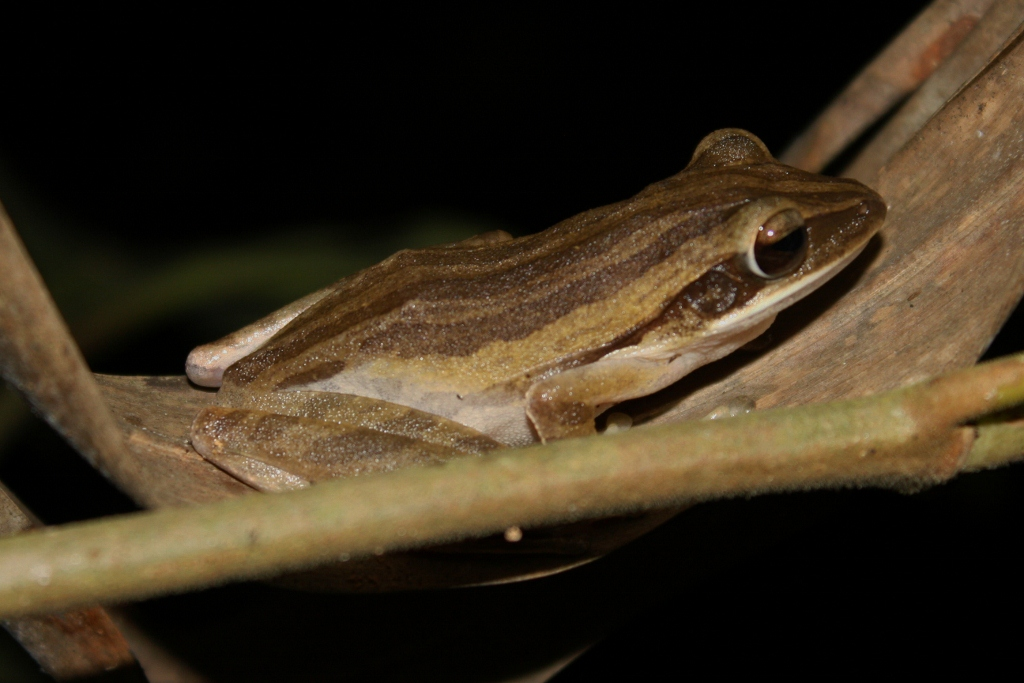